# Hauptplatz 3, Wiener Neustadt

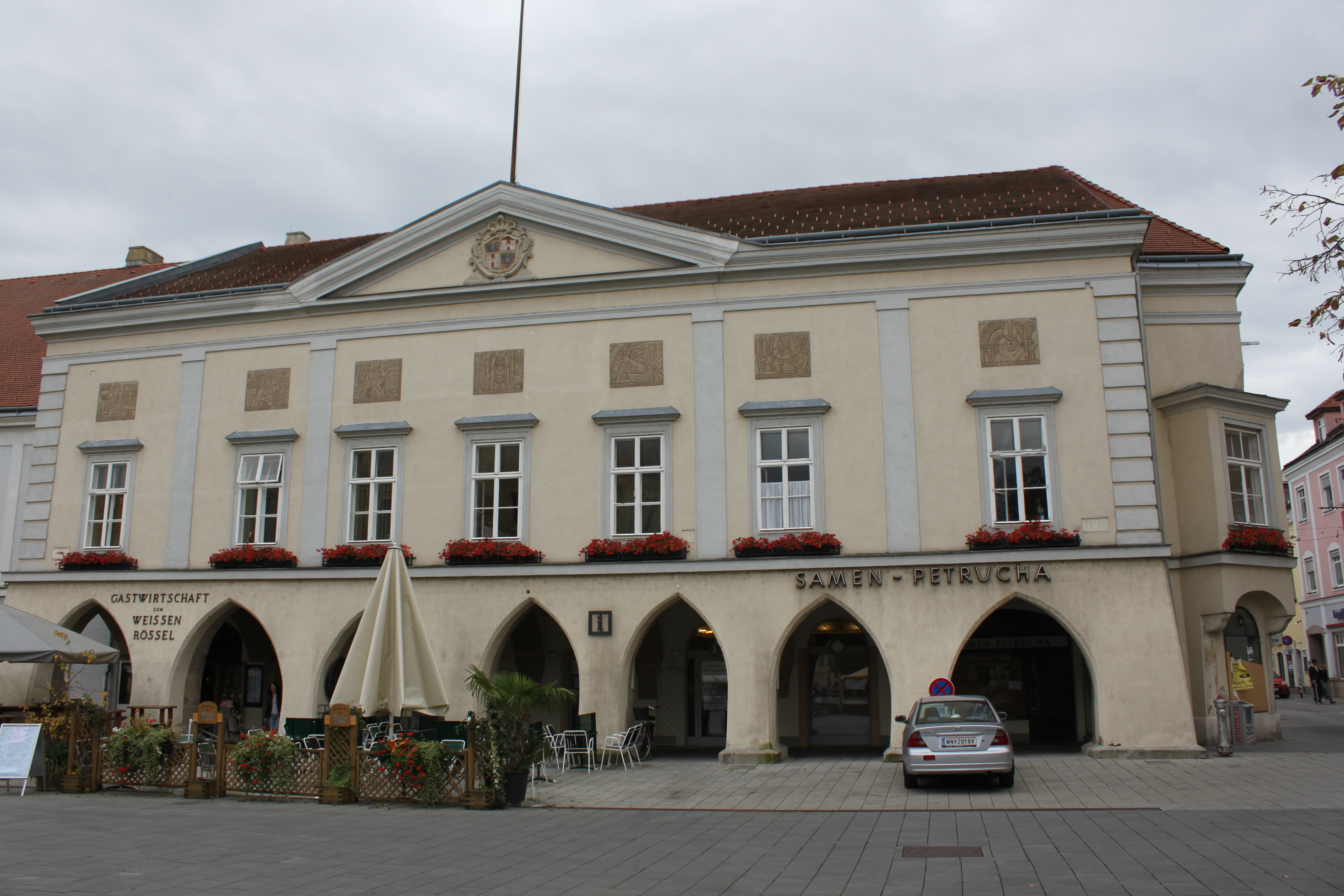
Hauptplatz 3 / Brodtischgasse 1

Das Haus Hauptplatz 3, Wiener Neustadt steht in Wiener Neustadt auf Hauptplatz 3 und Brodtischgasse 1. Das Gebäude steht unter Denkmalschutz (Listeneintrag).

## Geschichte
1449 wurde das Haus als eines der wenigen Häuser in Wiener Neustadt mit einer Ziegeldeckung des Daches genannt. Das Gebäude wurde 1571 von der Stadtgemeinde erworben und bis 1770 als Gericht genutzt. Das Haus ging 1785 wieder in Privatbesitz über. 1914 stand es dann wieder in Besitz der Stadtgemeinde und wird teils von der Stadtverwaltung genutzt und teils für gewerbliche und wohnliche Nutzungen.

## Architektur
Das im Kern gotische Eckhaus ragt am Hauptplatz aus der Gebäudelinie heraus und bietet Fußgängern einen geböschten Laubengang aus dem 15. Jahrhundert. Im Keller gibt es eine zweijochige Durchfahrt mit einem mächtigen Kreuzrippengewölbe und Schlusssteinen aus dem 13. Jahrhundert. Die Fassade wurde barockisiert und zeigt einen Dreiecksgiebel mit dem Stadtwappen.
Über den Fenstern befinden sich acht Graffiti eins beim Laubvorsprung zum Haus Hauptplatz 2 und sieben an der Hauptfassade zu historischen Persönlichkeiten mit Bezug zur Stadt des Bildhauers und Malers Hans Vonmetz aus 1937, sie zeigen von links nach rechts Maria Theresia, Leopold V., Ulrich von Liechtenstein, Friedrich II., Friedrich III., Andreas Baumkircher, Maximilian I. und Leopold Karl von Kollonitsch.